# 特别指定国民和被封锁人员

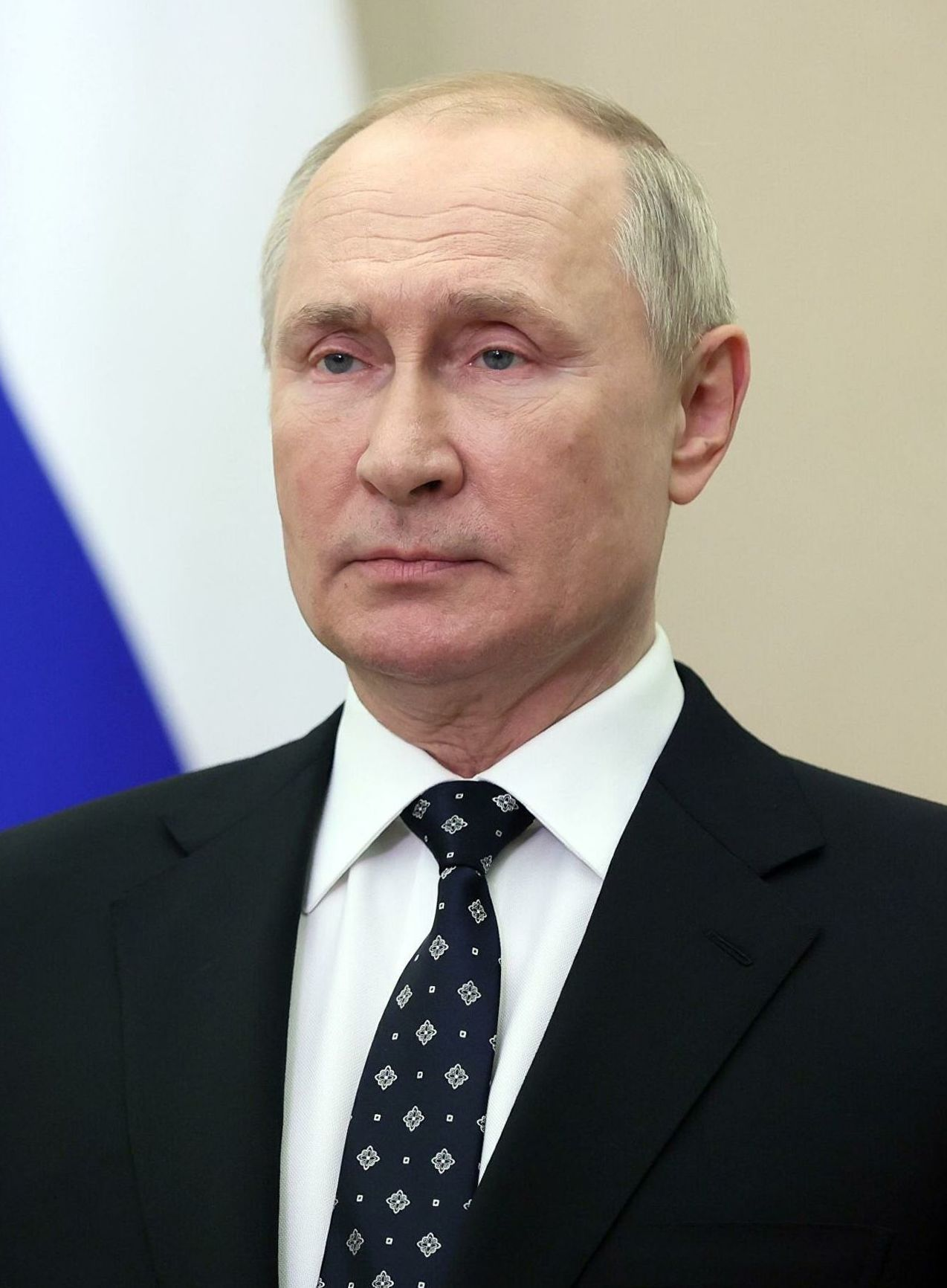
俄罗斯总统弗拉基米尔·普京因向乌克兰發动全面入侵被列入SDN黑名单。

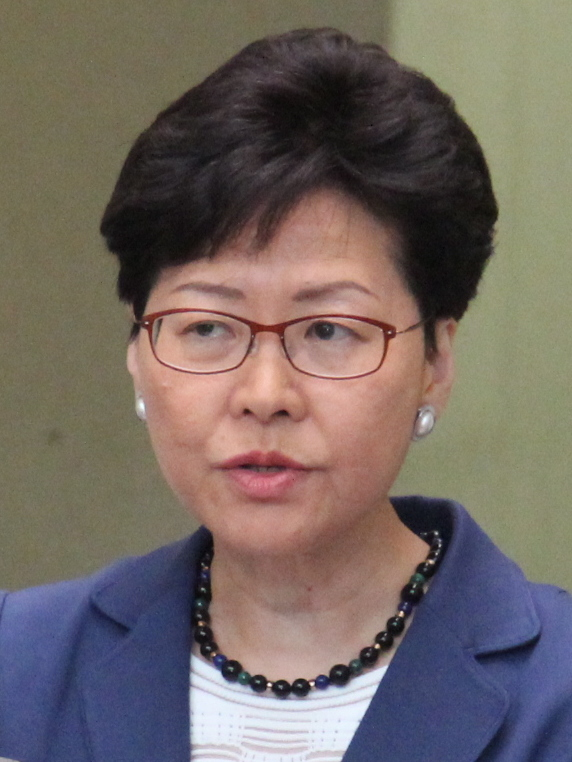
前香港行政長官林鄭月娥，美国SDN黑名單被制裁者。

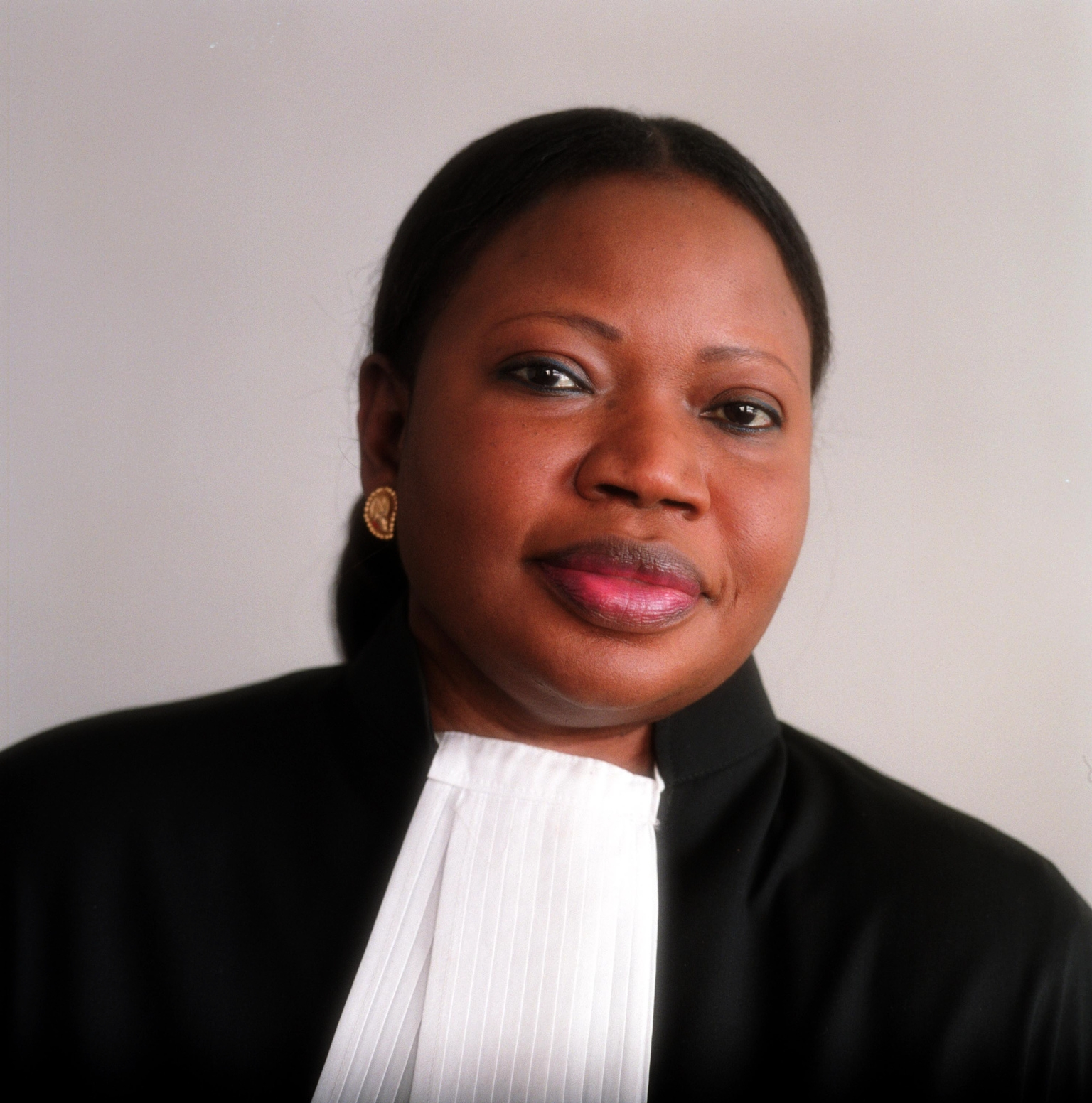
因调查阿富汗战争中美军战争罪行而曾被美国SDN黑名单制裁了7個月的国际刑事法院首席检察官法图·本苏达。

《特别指定国民和被封锁人员》（英語：Specially Designated Nationals and Blocked Persons），又稱《SDN黑名單》，是美国针对其认定的恐怖分子、軍閥、暴政官员或美國認為損害美國及其盟友利益的人，以及国际犯罪份子（如毒贩）執行制裁的名單。該制裁名單由美國財政部轄下外國資產控制辦公室管理，名单长达1500页，至今已有上万人或组织受到制裁。

## 概要
制裁名單（SDN list）列入的公司、组织及个人，主要從事美國認定的恐怖活動或極權活動，被认定会对美国国家安全以及外交、经济政策造成危害。在美国境内的所有人士以及企业不得与黑名单上的对象进行交易，否则违法并会受到制裁。相关金融制裁包括禁止投资制裁对象以及禁止制裁对象控股的企业的股票，和超过90天期限的新债务（含债券、授信、汇票等所有证券）。在克里米亚危机后，美国曾陆续将一些俄罗斯及克里米亚公司加入黑名单以实施制裁。瑞士曾有民间活动团体自稱因人道救援被列入此清单上而不可购买来自美国的电脑，而當地組織被指策動恐怖活動。

## 影響
任何與美國有業務營運或與美國有交易關係的企業，皆受相關條款管轄並需協助制裁SDN名單上的人物，不能與SDN制裁人员有任何交易，否則會遭受二級制裁。因此，SDN名單上的人员，除了在美國的資產會被凍結外，在本國的銀行務服亦極可能會被取消，信用卡等服務亦會報廢。

## 名單中的著名人物/组织

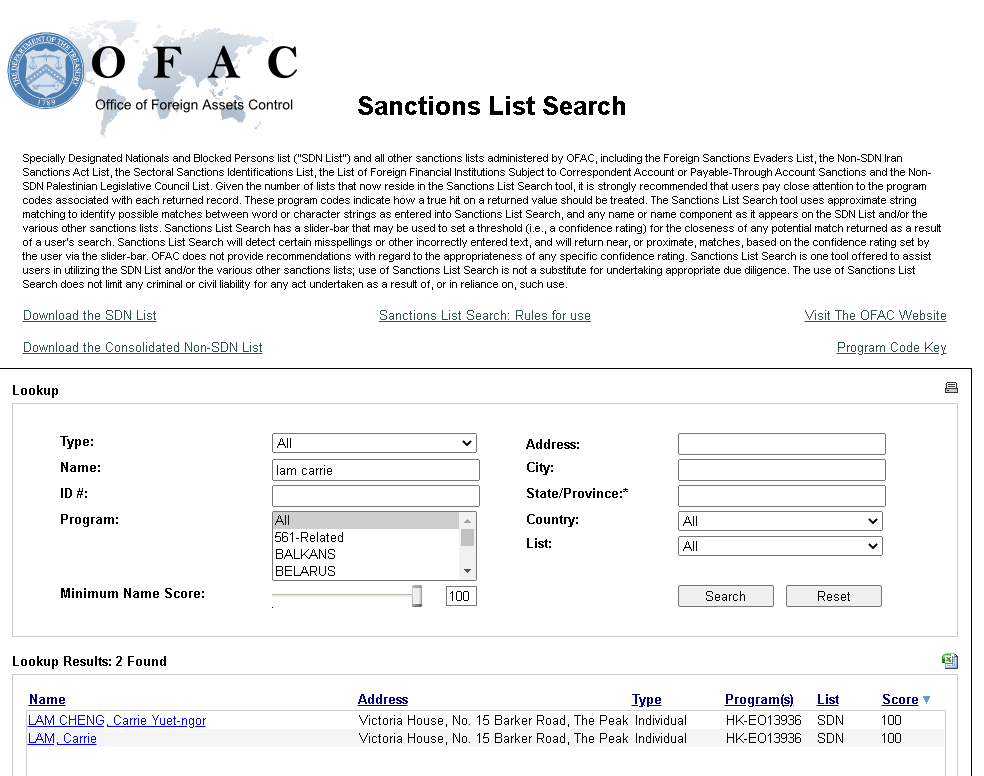
林鄭月娥名字在OFAC制裁名單（即SDN名單）中的搜尋結果

### 港版国安法相關人物
- 李家超（香港行政长官，政務司前司長及保安局前局長）
- 林鄭月娥[8]（香港前行政長官）
- 鄭若驊（香港律政司前司長）
- 鄧炳強[9]（香港保安局局長、香港警務處前處長）
- 李桂華[10]（香港警務處國安部總警司、高級警司）
- 第十三屆中华人民共和国全國人大常委會副委員長共14人
  - 蔡达峰
  - 曹建明
  - 陈竺
  - 白玛赤林
  - 丁仲礼
  - 郝明金
  - 艾力更·依明巴海
  - 吉炳轩
  - 沈跃跃
  - 万鄂湘
  - 王晨（前中共中央政治局委員）
  - 王东明
  - 武维华
  - 张春贤
- 張曉明（國務院港澳辦前常務副主任、前主任）
- 尤权（中共中央书记处前书记、中央统战部前部长）

### 新疆問題相關人物
- 陳全國（前中共中央政治局委員、中共新疆黨委前書記）
- 朱海仑（前中共新疆黨委副書記、政法委書記，新疆維吾爾自治區人大常委會副主任）
- 王明山（中共新疆黨委常委、政法委书记，前新疆維吾爾自治區政府副主席、公安廳前廳長）
- 霍留军（新疆自治區公安廳前黨委書記）

### 美國對古巴的禁運
- 古巴航空（古巴國營航空公司）

### 伊朗核问题
- 伊朗航空（伊朗國營航空公司）
- 伊朗国家石油公司（伊朗国营石油公司）

### 北约轰炸南联盟
- 斯洛博丹·米洛舍维奇（前塞尔维亚及南斯拉夫联盟总统）

### 俄羅斯入侵烏克蘭
- 弗拉基米尔·普京，俄罗斯总统
- 谢尔盖·拉夫罗夫，俄罗斯外交部长
- 谢尔盖·绍伊古，俄罗斯国防部长
- 瓦莲京娜·马特维延科，俄罗斯联邦委員會主席
- 瓦列里·瓦西里耶维奇·格拉西莫夫，俄罗斯武装力量总参谋长
- 尼古拉·帕特鲁舍夫，俄罗斯联邦安全会议秘书
- 维亚切斯拉夫·维克多洛维奇·沃洛金，国家杜马议长
- 谢尔盖·鲍里索维奇·伊万诺夫，生态环保和交通问题特别代表
- 亚历山大·博尔特尼科夫，俄罗斯联邦安全局局长
- 伊戈尔·伊万诺维奇·谢钦（俄罗斯石油公司总裁，俄罗斯联邦第一副总理）
- 阿尔卡季·罗滕贝格，俄罗斯寡头，普京密友
- 谢尔盖·鲍里索维奇·伊万诺夫，俄罗斯寡头，前国防部长
- 玛丽亚·利沃娃-别洛娃，俄罗斯联邦儿童权利专员

### 白俄羅斯
- 亚历山大·格里戈里耶维奇·卢卡申科 – 白俄羅斯總統
- 娜塔莉亚·艾斯曼（英语：Natallia Eismant） – 卢卡申科的新聞秘書
- 维克托·赫列宁[11]

### 柬埔寨
- 邵彼倫（柬埔寨國防部軍事技術裝備總局局長）[12]
- 狄旺（柬埔寨皇家海軍司令）[12]

### 其他
- 尹國駒[13]（澳門黑幫14K頭目）
- 布·西迪·蘇萊曼（中非已故軍閥，涉多起強姦及謀殺案件）[14]。
- 阿布·貝克爾·巴格達迪（伊斯蘭國已故領袖）[15]。

## 曾经被列入名单中的著名人物/组织
- 法图·本苏达（国际刑事法院首席检察官[16]），因调查美军在阿富汗战争中战争罪行而于2020年9月2日被列入，在2021年4月2日被移出[17]。

## 外部連結
- SDN名單資料庫（页面存档备份，存于）
- OFAC聯絡及舉報方法（页面存档备份，存于）